# Fedtmule og søn 2 - en ekstrem fedtmulefilm
Fedtmule og søn 2 - en ekstrem fedtmulefilm (An Extremely Goofy Movie) er en amerikansk tegnefilm fra 2000 som blev produceret af The Walt Disney Company og distribueret af Buena Vista Distribution. Den er en direkte efterfølger til Fedtmule og søn fra 1995, som viderefølger TV-serien Max og Mule.
Filmen handler om Max som skal starte på college, og Fedtmule som slutter sig til det samme college, eftersom han aldrig har taget eksamen.

## Handling
Det er en vigtig tid i Max' liv eftersom han skal starte på college med sine bedste venner Per Junior og Bobby. Hans store målsætting er at vinde college X-Games med sine venner. Da de ankommer til colleget, bliver Max lagt mærke til af «Gamma Mu Mu»-broderskabet, som er de regerende X-Games-mestre. Deres leder, Bradley, inviterer Max til at slutte sig til sit broderskab, men Max nægter hvis han ikke kan få sine venner med. En fejde starter dermed mellem Max og Bradley's hold, og de indgår et væddemål som går ud på at taberne skal tørre svedden af med et håndklæde til det sejrende hold. Samtidig bliver Fedtmule fyrret fra sit job på grund af et uheld han forårsager på fabrikken han arbejder på. Han klarer ikke at få sig et ny job, siden han kun tilbragte tre år på college og aldrig modtog bevis det sidste år. Til Max' fordærvelse, slutter Fedtmule sig til det samme campusen for at opnå beviset. Eftersom Max ikke vil have Fedtmule på sit X-Games-hold, overtaler han ham til at komme med i det konkurrerende «Gamma Mu Mu»-broderskabs-hold, noget Fedtmule går med til. I tillæg bliver Fedtmule kendt med collegebibliotekaren, Sylvia Marpole, som deler hans nostalgiske lidenskab for 1970'erne. Romancen blomstrer mellem Fedtmule og Sylvia, og de bestemmer sig for at gå på en date den kommende lørdag.
I den første runde af X-Games-semifinalen, slår Fedtmule Max på grund af at Bradley implementerede en lille raket under Fedtmules skateboard. Max bliver rasende og forlanger at Fedtmule skal holde sig væk fra ham og få sig sit eget liv. Dette får Fedtmule til at miste fokus på livet, da han dumper termineksamen og glemmer sin date med Sylvia. Han genoptager eventuelt fokus igen og slår sig sammen med Sylvia, som hjælper ham med at studere til at tage eksamen om igen. Han bestemmer sig også for at slutte på Gamma-holdet og ikke at deltage i X-Games i det hele taget. Men efter at han får at vide at Gammaerne planlægger at snyde i finalen, forsøger han at advare Max, som bare ignorerer ham. Under X-Games-finalen, snyder Bradley og Gammaerne flere gange på forskellige måder, men de bliver aldrig opdaget. Lige før finale-løbet, efter at Gammaerne får Per Junior ud af konkurrencen, spøger Max, Fedtmule om at komme med på sit hold. Han gør dette for at undgå at blive diskvalificeret for at være et ufuldstændig hold, og Fedtmule slutter sig til holdet. I det sidste løb mislykkes en af Bradleys snyde-manøvre da et skilt til X-Games-logoet falder over Tank. Bradley fortsætter løbet, mens Max og Fedtmule bestemmer sig for at hjælpe Tank. De kommer helskindet ind i løbet igen, og Tank hjælper Max med at blive sejrherren. Efter terminen er omme, modtager Fedtmule diplomet og forlader Max sammen med Sylvia.

## Rollebesætning
| Rolle                        | Originalstemme | Dansk stemme       |
| ---------------------------- | -------------- | ------------------ |
| Fedtmule                     | Bill Farmer    | Johan Vinde        |
| Max                          | Jason Marsden  | Christian Potalivo |
| Sorteper                     | Jim Cummings   | Lars Thiesgaard    |
| Per Junior                   | Rob Paulsen    | Jonathan Göransson |
| Robert «Bobby» Zimuruski     | Pauly Shore    | Laus Høybye        |
| Bradley «Brad» Bestevest III | Jeff Bennett   | Jens Jacob Tychsen |
| Tank                         | Brad Garrett   | Peter Røschke      |
| Beret Babe                   | Vicki Lewis    | Sofie Gråbøl       |
| Sylvia Marpole               | Bebe Neuwirth  | Jette Sievertsen   |
| Kommentator                  |                | Timm Mehrens       |
| Dame på Arbejdsformidler     |                | Susanne Lundberg   |

## Modtagelse
Fedtmule og søn 2 vandt prisen for «Best Animated Home Video Production» og blev nomineret til «Best Voice Acting by a Male Performer» ved den 28. Annie Awards-uddelingen i 2000.